# FJAAK
FJAAK ist ein Berliner Techno-Projekt, das überwiegend als Liveact auftritt. Es besteht aus Felix Wagner und Aaron Röbig.

## Geschichte
FJAAK wurde 2009 von den aus dem Berliner Bezirk Spandau stammenden Felix Wagner, Johannes Wagner, Aaron Röbig und Kevin Kozicki gegründet. In ihrer Kindheit spielten alle von ihnen klassische Instrumente wie Klavier oder Gitarre. Als sie von einem Bekannten das Musikprogramm Ableton Live bekamen, begannen sie selbst mit der Musikproduktion herumzuexperimentieren. Schnell merkten sie jedoch, dass ihnen die hardwaregebundene Musikproduktion größere Freude bereitete, weshalb sie früh begannen, mit Samplern und Drumcomputern zu arbeiten. Sie legten in der Anfangszeit häufig bei privaten Partys und bei nichtangemeldeten Raves (teilweise auch durch sie selbst veranstaltet) in Spandau und der näheren Umgebung auf.
Johannes Wagner stieg während der Lernphase für das Abitur aus der Gruppe aus. Er ist jedoch noch immer DJ und legt als J.Manuel mit dem Format „Werk“ regelmäßig im Techno-Club ://about blank in Berlin-Friedrichshain auf.
Nach dem bestandenen Abitur begann FJAAK erstmals selbst produzierte Musik zu veröffentlichen. Ihre ersten Werke erschienen über Baalsaal Music, dem damaligen Label von Fritz Kalkbrenner. Sie zogen gemeinsam in eine Wohngemeinschaft in Berlin-Prenzlauer Berg, in die sie ein Tonstudio integrierten. Gleichzeitig begannen Aaron Röbig und Felix Wagner ein Tonmeisterstudium in Berlin. 2013 wurden sie zum ersten Mal für das Berghain gebucht, was letztendlich den Startschuss für ihre Karriere darstellte. Im darauffolgenden Sommer wurden sie vom Berliner Techno-Duo Modeselektor bei deren Label 50 Weapons unter Vertrag genommen. 2017 erschien das Debütalbum FJAAK bei Modeselektors Label Monkeytown Records, da das Sublabel 50 Weapons mittlerweile aufgelöst wurde. Es folgten größere Club- und Festivalauftritte. Im Januar 2019 gaben FJAAK bekannt, dass Kevin Kozicki nicht mehr Teil der Gruppe ist, welche seither als Duo fungiert.
2019 gründete das Duo FJAAK das Label Spandau20 und veröffentlichte weitere Singles. Unter weltweitem Einfluss der Corona-Pandemie 2020 & 2021 begannen FJAAK mit der Veröffentlichung der Charity Serie (SYS = Support Your Scene), wovon sie drei Editionen veröffentlichten. Durch die Einnahmen der Plattenverkäufe und digitalen Einnahmen wurden bis dato ausgewählte Clubs weltweit finanziell unterstützt.

## Diskografie (Auswahl)

### Alben
- 2017: FJAAK
- 2018: Havel
- 2024: FJAAK THE SYSTEM

### Singles und EPs
- 2012: Introduction EP
- 2013: Mind Games EP
- 2014: Don’t Leave Me / Plan A
- 2014: Attack / The Wind
- 2015: Oben / Unten
- 2015: Super Smash / Oblivion (mit Rødhåd)
- 2015: Gewerbe 15 / Rush
- 2016: Wolves
- 2018: Drugs EP
- 2018: FJAAK 002
- 2018: FJAAK 003
- 2019: Duz It
- 2019: Force of Pleasure / Turn it Up
- 2019: FJAAK 005
- 2019: VA - Fadi Mohem / Balas / FJAAK / Claus Schöning
- 2020: VA - Rifts / Claus Schöning / FJAAK
- 2020: FJAAK 006
- 2020: Stay The F*** Home Inside
- 2020: FJAAK SYS01
- 2021: VA - Rifts / Dajusch / FJAAK
- 2020: FJAAK 007
- 2021: FJAAK SYS02
- 2021: FJAAK SYS03
- 2021: VA - Norman Nodge / Rifts & Dajusch / FJAAK
- 2021: VA - Miss Kittin / Tobias Neumann / FJAAK
- 2021: Wh?t EP
- 2021: Your Time Is Ov3r
- 2022: FJAAK 008